# ريكي لي غرين
ريكي لي غرين (بالإنجليزية: Ricky Lee Green) هو قاتل متسلسل أمريكي، ولد في 27 ديسمبر 1960 في مقاطعة تارانت في الولايات المتحدة، وتوفي في 8 أكتوبر 1997 في مقاطعة والكر في الولايات المتحدة.